# 丸川松隠
丸川 松隠（まるかわ しょういん、宝暦8年6月21日（1758年7月25日） - 天保2年8月4日（1831年9月9日））は、江戸時代後期の儒学者。名は茂延、字は千秋、通称は一郎、松隠と号する。

## 生涯
新見藩領である備中国浅口郡西阿知村（現在の岡山県倉敷市西阿知町）に生まれる。幼い頃から慧敏、13歳頃には態度物腰が成人のようだった。15歳になると亀山如水に朱子学を学び、君子たらんと志す。名の知れた儒学者がいれば会いに行き、赤松滄洲・江村北海などと交流する。父が水騒動で江戸に行っている間に母が病気になり、その介護をした事が認められ、田畑の永年税免除と賞金を新見藩から贈られた。。中年になって大坂に赴き中井竹山に会い、竹山は試みに張載の『西銘』を講義させてみると、流暢で説明が要領を得ているので、松隠を門人とし懐徳堂に寄寓させた。この頃に大坂に塾を開いていた尾藤二洲・古賀精里・頼春水などと往来した。寛政の改革が始まり、松平定信が天下の賢士を集めていた際、松隠に招聘に応ずる意志があるかどうか問い合わせがあったが、「祖先は士籍を外れたが、藩主の旧恩は今も忘れたことはない」と断ったという。寛政6年（1794年）に新見藩主・関長誠に招かれ、藩校・思誠館の学頭となる。藩政改革にも参与し、致仕の後に故郷の西阿知に私塾・松下清斎を建てて子弟を教えた。門弟でもっとも有名なのは山田方谷、三島中州である。松隠が没すると、生前交友のあった佐藤一斎が墓碑を撰し、門弟が孝敬先生と諡する。篆額揮毫は近衛文麿。その碑は1928年（昭和3年）に従五位追贈があったのを記念して作られ、市立思誠小学校内の丘に建っている。家も残っている。
松隠は躬行実践を宗とし、文芸を以て第二と考えた。特に忠孝を尊び虚名を好まなかった。そこで若干の詩文の草稿が家に伝えられたが、公刊されていない。
長男は26歳で病没し、次子の茂亮の子、茂義は1868年隊を率いて出兵したが、備中松山城明け渡しの翌日に自決した。

## 著作
- 『型典』…新見藩主のために書かれた藩政指南書

### テレビ
- ふるさとの人物風土記　丸川松陰（テレビ瀬戸内、1999年）